# Jump In!
Jump In! ist ein Disney Channel Original Movie aus dem Jahre 2007. Die Premiere auf dem amerikanischen Disney Channel fand am 12. Januar 2007 statt. Der Film wurde dort von 8,2 Millionen Zuschauer gesehen. Die deutsche Free-TV-Erstausstrahlung erfolgte am 9. September 2007 auf ProSieben.

## Handlung
Corbin Bleu, der durch High School Musical bekannt wurde, spielt den leidenschaftlichen Boxer Izzy, der täglich sehr hart trainiert, um seinen Vater zufriedenzustellen. Dieser, früher ebenfalls Boxer, besitzt eine große Boxhalle und einen Boxverein. Izzys Familie trauert um den Tod seiner Mutter. Eines Tages begleitet Izzy seine kleine Schwester zu einem Double-Dutch-Turnier, an dem auch Izzys heimliche Liebe Mary teilnimmt. Izzy merkt schnell, dass ihm diese Sportart deutlich besser gefällt als das Boxen und ergreift die Chance, in Marys Double-Dutch-Team zu kommen, als diesem ein viertes Mitglied fehlt. Anfangs nur schlechter Ersatz, trainiert Izzy so hart, dass Mary schnell sein Talent entdeckt. Doch da Double-Dutch für Jungen in Izzys Alter „uncool“ ist, wird er bald von allen aus seiner Schule beleidigt und als Loser bezeichnet. Aber er ist stark und beweist allen bei einem Double-Dutch-Landeskampf mit waghalsigen Sprüngen und einer gut inszenierten Showeinlage sein Talent. Alle sind begeistert, und Izzy, mitsamt seinem Double-Dutch-Team, darf an den internationalen Double-Dutch-Kämpfen teilnehmen.

## Kritiken
„Jugendfilm um eine in Amerika beliebte Sportart Double Dutch, die auch in Wettkampfform praktiziert wird. Die mit viel Musik unterlegte Romeo-und-Julia-Geschichte erzählt einmal mehr davon, dass man auf sein Gewissen und seine innere Stimme hören soll, um eine richtige Entscheidung fällen zu können.“

## Sonstiges
- Der Film wurde in Mississauga und Toronto gedreht.
- Bei der Premiere betrugen die Einschaltquoten 8,2 Millionen.
- Seit dem 3. April 2007 kann man Jump in! auf DVD erwerben.